# Aultbea
Aultbea, schottisch-gälisch: An t-Allt Beithe, ist eine kleine Ortschaft in der schottischen Council Area Highland an der A832. Die Ortschaft liegt direkt am Ufer des Loch Ewe, über welches sie direkt mit dem offenen Meer verbunden ist, gegenüber der Isle of Ewe. Poolewe liegt etwa 13 km südlich, Ullapool etwa 22 km östlich.
Während der beiden Weltkriege wurde Aultbea als geschützter Hafen genutzt; im Zweiten Weltkrieg wurden dort Nordmeergeleitzüge für die Überfahrt in die Sowjetunion durch den Arktischen Ozean zusammengestellt. Seit Kriegsende nutzt die Marine den Hafen zum Betanken ihrer Schiffe.
Seit 2004 ist Aultbea der Standort der kleinen Brennerei Loch Ewe.